# Good Luck Guys
Good Luck Guys: Overleven zonder filter is een Nederlands spelprogramma dat sinds 2023 wordt uitgezonden op Prime Video. Het is gebaseerd op het gelijknamige Franse format.
De presentatie van het programma is in handen van youtuber Robbert Rodenburg.

## Format
In het programma moet een groep realitysterren en influencers overleven in de wildernis. In deze survivalcompetitie strijden zij in duo's tegen elkaar in verschillende opdrachten. Zonder luxe, moderne technologie of hulpbronnen moeten de kandidaten zichzelf zien te redden en opdrachten voltooien om in het spel te blijven. Het winnende duo gaat naar huis met een geldprijs.

## Deelnemers
Seizoen 1
- Quinn Bezemer en Ziggy Krassenberg
- Monse Husain en Quentin Steenwinkel
- Verona Marina en Rico Aloefa
- Sharon Ipema en Esmee Ipema
- Harrie Snijders en Jottie Verbruggen
- Timon Verbeeck en King Faisel

Seizoen 2
- Louisa Janssen
- Fabiola Volkers
- Lisa Sace
- Jorden Lorenzo Jacobs
- Goeïm Cederburg
- King Faisel
- Kelly van der Minne
- Serge Quik
- Glenn Eilbracht
- Plamedi Ngonda
- Aaron Bezemer
- Jamilla Baidou